# Club Deportivo Unión San Felipe
Il Club Deportivo Unión San Felipe è una società calcistica cilena, con sede a San Felipe. Milita nella Campeonato Nacional de Primera B del Fútbol Profesional Chileno.

## Storia
Fondato nel 1956, il club ha conquistato un campionato cileno e una Coppa del Cile.

## Palmarès

### Competizioni nazionali
- Campionato cileno: 1

1971
- Copa Chile: 1

2009
- Primera B: 3

1970, 2000, 2009

### Altri piazzamenti
- Copa Chile:

Semifinalista: 2013-2014
- Primera B:

Secondo posto: 2020

## Rosa attuale
| N. |                      | Ruolo | Calciatore        |
| -- | -------------------- | ----- | ----------------- |
| 1  | Cile (bandiera)      | P     | Andrés Fernández  |
| 2  | Cile (bandiera)      | D     | David Fernández   |
| 3  | Argentina (bandiera) | C     | Matías Crocco     |
| 4  | Cile (bandiera)      | D     | Benjamín Gazzolo  |
| 5  | Argentina (bandiera) | C     | Federico Marcucci |
| 6  | Cile (bandiera)      | C     | Cristián Collao   |
| 7  | Cile (bandiera)      | C     | Brayan Valdivia   |
| 8  | Argentina (bandiera) | C     | Emmanuel Pío      |
| 9  | Cile (bandiera)      | A     | Héctor Vega       |
| 10 | Cile (bandiera)      | C     | Cristián Muñoz    |
| 11 | Uruguay (bandiera)   | A     | Adolfo Lima       |
| 12 | Cile (bandiera)      | P     | Jaime Gómez       |
| 14 | Cile (bandiera)      | D     | Felíx Cortés      |
| 15 | Cile (bandiera)      | C     | Juan Jeraldino    |
| 16 | Cile (bandiera)      | D     | Nicolás Suárez    |
| 17 | Cile (bandiera)      | A     | Gonzalo Villegas  |

| N. |                      | Ruolo | Calciatore           |
| -- | -------------------- | ----- | -------------------- |
| 18 | Cile (bandiera)      | D     | José Vargas          |
| 19 | Cile (bandiera)      | D     | Gonzalo Álvarez      |
| 20 | Cile (bandiera)      | D     | Brayams Viveros      |
| 21 | Cile (bandiera)      | C     | Boris Lagos          |
| 23 | Cile (bandiera)      | A     | Ignacio Mesías       |
| 24 | Cile (bandiera)      | D     | Paolo Jopia          |
| 25 | Cile (bandiera)      | P     | Boris Pérez          |
| 26 | Cile (bandiera)      | A     | Sergio Cordero       |
| 28 | Argentina (bandiera) | A     | Mariano Trípodi      |
| 29 | Cile (bandiera)      | C     | José Luis Silva      |
| 30 | Cile (bandiera)      | C     | Francisco Levipán    |
| 31 | Cile (bandiera)      | C     | Cristián Vilches     |
| 32 | Cile (bandiera)      | D     | Francisco Bahamondes |
| 33 | Argentina (bandiera) | C     | Cristián Amarilla    |
| 35 | Cile (bandiera)      | C     | Bryan Cortés         |
| -- | Cile (bandiera)      | P     | Jonathan Salvador    |